# Lamprospilus paralus
Lamprospilus paralus is een vlinder uit de familie van de Lycaenidae. De wetenschappelijke naam van de soort werd als Thecla paralus gepubliceerd in 1887 door Godman & Salvin.